# آرکانزاس پست
آرکانزاس پست (به انگلیسی: Arkansas Post) یک منطقهٔ مسکونی در ایالات متحده آمریکا است که در شهرستان آرکانزاس، آرکانزاس واقع شده‌است.